# Heftetjernit
Heftetjernit ist ein sehr selten vorkommendes Mineral aus der Mineralklasse der „Oxide und Hydroxide“ mit der chemischen Zusammensetzung ScTaO4 und ist damit chemisch gesehen ein Scandium-Tantal-Oxid im Stoffmengenverhältnis Metall : Sauerstoff = 1 : 2.
Heftetjernit kristallisiert im monoklinen Kristallsystem und wurde bisher ausschließlich in Form von gestreckt-tafligen Kristallen bis etwa 0,4 × 0,1 mm Größe von tief dunkelbrauner Farbe in Hohlräumen im Albit gefunden.
Die Typlokalität des Minerals ist der 4,3 km nordwestlich von Tørdal zwischen Høydalen und Skarsfjell liegende Cleavelandit-Amazonit-Pegmatit „Heftetjern“ im Drangedal, Telemark, Norwegen, in dem bereits seit Beginn der 1970er Jahre qualitativ hochwertiger Amazonit abgebaut worden ist. Dieser an Sc-haltigen oder Sc-führenden Mineralen reiche Pegmatit stellt auch die Typlokalität für Agakhanovit-(Y), Kristiansenit und Oftedalit sowie das noch unbenannte (OH)-dominante Analogon von Gadolinit-(Y) dar.

## Etymologie und Geschichte
Erstmals war Heftetjernit 2004 von dem Amateurmineralogen Roy Kristiansen bei der Untersuchung einer kleinen Albitstufe aus dem Heftetjern-Pegmatit beobachtet worden. Heftetjernit wurde 2006 von der International Mineralogical Association (IMA) anerkannt und 2010 im europäischen Wissenschaftsmagazin European Journal of Mineralogy durch Uwe Kolitsch, Roy Kristiansen, Gunnar Raade und Ekkehart Tillmanns erstbeschrieben. Sie benannten das Mineral nach dessen Typlokalität, dem Pegmatit Heftetjern. Der Name des Pegmatits wird wie folgt erklärt: Der kleine, in der Nähe des Steinbruchs liegende See ist ein „tjern“ (Norwegisch für Bergsee oder Weiher); „hefte“ bedeutet hemmen oder verzögern. „Heftetjern“ kann also ungefähr mit „man wird in der Landschaft am Geradeausgehen gehindert, weil man dem See ausweichen muss“ übersetzt werden.
Typmaterial des Minerals wird in der Sammlung des Department of Geology, Naturhistorisk Museum in Oslo, Norwegen, unter der Katalog-Nr. 41726 aufbewahrt.

## Klassifikation
In der veralteten 8. Auflage der Mineralsystematik nach Strunz war der Heftetjernit noch nicht aufgeführt.
In der zuletzt 2018 überarbeiteten Lapis-Systematik nach Stefan Weiß, die formal auf der alten Systematik von Karl Hugo Strunz in der 8. Auflage basiert, erhielt das Mineral die System- und Mineralnummer IV/D.16-050. Dies entspricht der Klasse der „Oxide und Hydroxide“ und dort der Abteilung „Oxide mit dem Stoffmengenverhältnis Metall : Sauerstoff = 1 : 2 (MO2 und verwandte Verbindungen)“, wo Heftetjernit zusammen mit Ferberit, Huanzalait, Hübnerit, Rossovskyit, Sanmartinit und Wolframo-Ixiolith (D) die „Wolframitreihe“ mit der Systemnummer IV/D.16 bildet.
Die von der International Mineralogical Association (IMA) zuletzt 2009 aktualisierte 9. Auflage der Strunz’schen Mineralsystematik ordnet den Heftetjernit in die Klasse der „Oxide (Hydroxide, V[5,6]-Vanadate, Arsenite, Antimonite, Bismutite, Sulfite, Selenite, Tellurite, Iodate)“ und dort in die Abteilung „Metall : Sauerstoff = 1 : 2 und vergleichbare“ ein. Hier ist das Mineral in der Unterabteilung „Mit mittelgroßen Kationen; Ketten kantenverknüpfter Oktaeder“ zu finden, wo es zusammen mit Ferberit, Hübnerit, Krasnoselskit, Magnesiowolframit und Sanmartinit die „Wolframit-Gruppe“ mit der Systemnummer 4.DB.30 bildet.
In der vorwiegend im englischen Sprachraum gebräuchlichen Systematik der Minerale nach Dana hat Heftetjernit die System- und Mineralnummer 48.01.01.04. Das entspricht der Klasse der „Phosphate, Arsenate und Vanadate“ und dort der Abteilung „Molybdate und Wolframate“. Hier findet er sich innerhalb der Unterabteilung „Wasserfreie Molybdate und Wolframate mit A XO4“ in der Gruppe „Wolframit-Reihe“, in der auch Wolframit, Hübnerit, Ferberit und Sanmartinit eingeordnet sind.

## Chemismus
Die Analyse des Heftetjernits von Heftetjern ergab Mittelwerte von 15,59 % Sc2O3; 6,93 % SnO2; 1,61 % TiO2; 3,02 % MnO; 2,07 % FeO; 53,58 % Ta2O5 und 14,25 % Nb2O5. Auf der Basis von vier Sauerstoffatomen errechnete sich daraus die empirische Formel (Sc0,64Sn0,13Mn0,12Fe0,08Ti0,06)Σ=1,03(Ta0,69Nb0,30)Σ=0,99O4, welche zu (Sc,Sn,Mn,Fe,Ti)(Ta,Nb)O4 vereinfacht wurde. Die Idealformel für das Mineral ist dagegen ScTaO4, welche Gehalte von 23,79 % Sc2O3 und 76,21 % Ta2O5 erfordert.
Infolgedessen ist eine Mischkristallbildung mit dem in der Natur bereits nachgewiesenen, als Mineral aber noch nicht anerkannten niobdominanten Endglied mit der Formel ScNbO4 möglich. Chemisch kann Heftetjernit als Sc-dominantes Analogon des Al3+-dominierten Alumotantits, AlTaO4, der Y-dominanten Minerale Iwashiroit-(Y) und Formanit-(Y), beide YTaO4, oder des Mn-dominanten Tantalit-(Mn), MnTa2O5, aufgefasst werden, die aber gänzlich andere Kristallstrukturen aufweisen.
Unter den 19 heute von der IMA anerkannten Scandiummineralen war Heftetjernit die chronologisch elfte beschriebene Scandiumphase und das weltweit erste natürliche terrestrische Scandiumoxid.

## Kristallstruktur
Heftetjernit kristallisiert monoklin in der Raumgruppe P2/c (Raumgruppen-Nr. 13) mit den Gitterparametern a = 4,784 Å, b = 5,693 Å, c = 5,120 Å und β = 91,15° sowie zwei Formeleinheiten pro Elementarzelle.
Die Kristallstruktur des im Wolframit-Strukturtyp kristallisierenden Minerals basiert auf zwei Typen verzerrter Oktaeder mit gemeinsamen Kanten, die hauptsächlich von Scandium bzw. von Tantal besetzt werden.
Heftetjernit ist isotyp zu den Tungstaten Ferberit, Hübnerit, Sanmartinit, Huanzalait und den synthetischen M2+WO4-Komponenten mit M = Mg, Co, Ni, Zn, und Cd. Isotyp sind ferner synthetische Komponenten der allgemeinen Formeln M2+MoO4 (M = Mn, Co, Ni) und M3+NbO4 (M3+ = Fe, In) sowie MnReO4 und InTaO4.

## Eigenschaften

### Morphologie
Heftetjernit tritt innerhalb von Hohlräumen im Albit auf den Oberflächen eines röntgenamorphen Ti-Y-Ta-Nb-Minerals oder eingeschlossen in diesem auf. Er bildet gestreckt-tafelige oder säulige Kristalle von bis zu 0,4 mm Länge und bis zu 0,1 mm Breite, an denen lediglich das Pinakoid {001} sowie entweder {010} oder {001} identifiziert worden sind. Eine Zwillingsbildung wurde nicht beobachtet.

### Physikalische und chemische Eigenschaften
Heftetjernitkristalle sind tief dunkelbraun und bereichsweise auch grünlichbraun, ihre Strichfarbe ist dagegen immer dunkelbraun mit einem rötlichen Strich.
Die Oberflächen der durchscheinenden bis durchsichtigen Kristalle weisen aufgrund der sehr hohen Lichtbrechung von n = 2,23 einen diamantartigen Glanz auf. Im durchfallenden Licht zeigt Heftetjernit normale Interferenzfarben und höchstens schwache Dispersion sowie einen schwachen Pleochroismus von Gelblichbraun mit rötlichem Stich senkrecht zur Längserstreckung der Kristalle nach Rötlichbraun parallel dazu.
Heftetjernit besitzt eine sehr vollkommene Spaltbarkeit nach {010}, bricht aufgrund seiner Sprödigkeit aber ähnlich wie Amblygonit, wobei die Bruchflächen uneben ausgebildet sind. Für das Mineral wird in Analogie zu Ferberit eine Mohshärte von 4,5 angenommen. Damit gehört Heftetjernit zu den mittelharten Mineralen, steht zwischen den Referenzmineralen Fluorit (Härte 4) und Apatit (Härte 5) und lässt sich wie diese mehr (Fluorit) oder weniger (Apatit) leicht mit einem Taschenmesser ritzen. Die berechnete Dichte für Heftetjernit beträgt 6,44 g/cm³. Heftetjernit zeigt weder im lang- noch im kurzwelligen UV-Licht eine Fluoreszenz.

## Bildung und Fundorte
Heftetjernit ist ein typisches Sekundärmineral und entsteht bei der Oxidation scandiumhaltiger Tantal-Niob-Minerale. Im Heftetjern-Pegmatit bildete er sich in einem Hohlraum im Albit aus einem unidentifizierten röntgenamorphen Ti-Y-Ta-Nb-Mineral. Weitere Begleitminerale sind Fluorit, Muskovit, alterierter Milarit und ein weiteres unidentifiziertes metamiktes, dunkelgraubraunes Mineral der Pyrochlor- oder der Mikrolith-Gruppe. Auf zwei weiteren Proben wird Heftetjernit von Biotit, Kalifeldspat sowie einem metamikten Mineral mit einer ähnlichen Zusammensetzung wie Polykras-(Y) begleitet.
Als sehr seltene Mineralbildung konnte Heftetjernit bisher (Stand 2018) nur von seiner Typlokalität beschrieben werden. Als Typlokalität gilt der scandiumreiche Heftetjern-Pegmatit (Koordinaten des Pegmatits Heftetjern), ein Cleavelandit-Amazonit-Pegmatit des gemischten LCT-NYF-Typs (LCT = Lithium, Cäsium, Tantal – NYF = Niob, Yttrium, Fluor), der sich unweit der Stadt Tørdal zwischen Høydalen und Skarsfjell in der Provinz (Fylke) Telemark, Norwegen, befindet. Fundorte für Heftetjernit in Deutschland, Österreich und der Schweiz sind damit unbekannt.

## Verwendung
Heftetjernit wäre aufgrund seiner hohen Scandiumgehalte zwar ein wichtiges Scandiumerz, ist aber aufgrund seiner extremen Seltenheit lediglich für Mineralsammler von Interesse.